# أنتونيو كارلوس دا سيلفا نيتو
أنتونيو كارلوس دا سيلفا نيتو (بالبرتغالية: Neto Potiguar‏) (29 أكتوبر 1985 في ناتال في البرازيل – )؛ هو لاعب كرة قدم سابق كان يلعب كمهاجم.

## وصلات خارجية
- أنتونيو كارلوس دا سيلفا نيتو على موقع رابطة كرة القدم اليابانية للمحترفين (اليابانية)
- أنتونيو كارلوس دا سيلفا نيتو على موقع قاعدة بيانات كرة القدم.إي يو (الإنجليزية)
- أنتونيو كارلوس دا سيلفا نيتو على موقع Soccerway.com (الإنجليزية)
- أنتونيو كارلوس دا سيلفا نيتو على موقع عالم كرة القدم.نت (الإنجليزية)